# Zahrádky (district de Jindřichův Hradec)
Pour les articles homonymes, voir Zahrádky.
Zahrádky (en allemand : Sachradka) est une commune du district de Jindřichův Hradec, dans la région de Bohême-du-Sud, en République tchèque. Sa population s'élevait à 258 habitants en 2020.

## Géographie
Zahrádky se trouve à 19 km au nord-est de Jindřichův Hradec, à 61 km au nord-est de České Budějovice et à 114 km au sud-est de Prague.
La commune est limitée par Popelín au nord, par Panské Dubenky et Studená à l'est, par Jilem et Horní Meziříčko au sud, et par Strmilov et Bořetín à l'ouest.

## Histoire
La première mention écrite du village date de 1353.

## Administration
La commune se compose de deux quartiers :
- Horní Dvorce
- Zahrádky